# Tricia Brock
Pour les articles homonymes, voir Brock.
Tricia Brock est une réalisatrice, scénariste et productrice américaine spécialisée dans les séries télévisées.

## Filmographie

### Réalisatrice
- 2002 : The Car Kid (court métrage)
- 2004 : Killer Diller
- 2006 : Grey's Anatomy (série télévisée)
- 2006 : Huff (série télévisée)
- 2007 : Veronica Mars (série télévisée)
- 2006-2007 : Ugly Betty (série télévisée)
- 2005-2008 : The L Word (série télévisée)
- 2008 : Breaking Bad (série télévisée)
- 2008 : Dirt (série télévisée)
- 2008 : In Plain Sight (série télévisée)
- 2008 : Lipstick Jungle (série télévisée)
- 2008 : Pushing Daisies (série télévisée)
- 2009 : Gossip Girl (série télévisée)
- 2009 : Raising the Bar : Justice à Manhattan (série télévisée)
- 2007-2010 : Saving Grace (série télévisée)
- 2010 : Hawthorne (série télévisée)
- 2010 : The Big C (série télévisée)
- 2009-2011 : 30 Rock (série télévisée)
- 2011 : Fairly Legal (série télévisée)
- 2009-2011 : United States of Tara (série télévisée)
- 2011 : Hellcats (série télévisée)
- 2010-2011 : White Collar (série télévisée)
- 2010-2011 : The Glades (série télévisée)
- 2011 : Cherche Partenaires Désespérément (Friends with Benefits) (série télévisée)
- 2011 : Against the Wall (série télévisée)
- 2012 : Royal Pains (série télévisée)
- 2013 : Person of Interest (série télévisée)
- 2013 : Community (série télévisée)
- 2012-2013 : Smash (série télévisée)
- 2013 : The Killing (série télévisée)
- 2013-2014 : The Walking Dead (série télévisée)
- 2014 : Silicon Valley (série télévisée)
- 2014 : Suburgatory (série télévisée)
- 2014 : Salem (série télévisée)
- 2014 : Black Box (série télévisée)
- 2014 : Red Band Society (série télévisée)
- 2014 : Us & Them (série télévisée)
- 2014-2015 : Girls (série télévisée)
- 2015 : The Mysteries of Laura (série télévisée)
- 2015 : Younger (série télévisée)
- 2015 : Mr. Robot (série télévisée)
- 2015 : Casual (série télévisée)
- 2014-2015 : Mozart in the Jungle (série télévisée)
- 2016 : Margot vs. Lily (mini-série)
- 2016 : Blindspot (série télévisée)
- 2016 : Orange Is the New Black (série télévisée)
- 2016 : Outcast (série télévisée)
- 2016 : Ray Donovan (série télévisée)

### Scénariste
- 1990-1991 : Twin Peaks (série télévisée)
- 1992 : Knots Landing (série télévisée)
- 2000 : Family Law (série télévisée)
- 2002 : Due East (téléfilm)
- 2004 : Killer Diller

### Productrice
- 1979 : Mr. Mike's Mondo Video
- 1980 : Rush
- 2002 : Due East (téléfilm)

### Actrice
- 1979 : Mr. Mike's Mondo Video : un zombie marin